# Георг Фрідріх фон Мартенс
Георг Фрідріх фон Мартенс (22 лютого 1756, Гамбург — 21 лютого 1821, Франкфурт-на-Майні) — німецький правознавець і дипломат.

## Біографія
Родом з Гамбурга, професор Геттінгенського університету, член Державної ради Вестфальського королівства, з 1816 р представник Ганновера в союзному сеймі. Набув всесвітньої популярності своїми дослідженнями в області позитивного міжнародного права, яке він палко обстоював проти нападок філософської школи, що визнала обов'язковими у відносинах між народами одні лише норми природного права. Мартенс йшов по стопах Пюттера і Шлецера, що заклали в Геттінгені основи школи позитивного права, що згодом отримала назву історичної (Савіньї). У міжнародному праві історико-позитивний напрямок отримав загальне визнання і став панівним в XIX ст., завдяки, головним чином, працям Мартенса.